# Quận Floyd, Texas
Quận Floyd (tiếng Anh: Floyd County) là một quận trong tiểu bang Texas, Hoa Kỳ. Quận lỵ đóng ở thành phố Floydada6. Theo kết quả điều tra dân số năm 2000 của Cục điều tra dân số Hoa Kỳ, quận có dân số 7771 người. Đây là một trong 30 quận khô của tiểu bang.